# Highgate (London Underground)

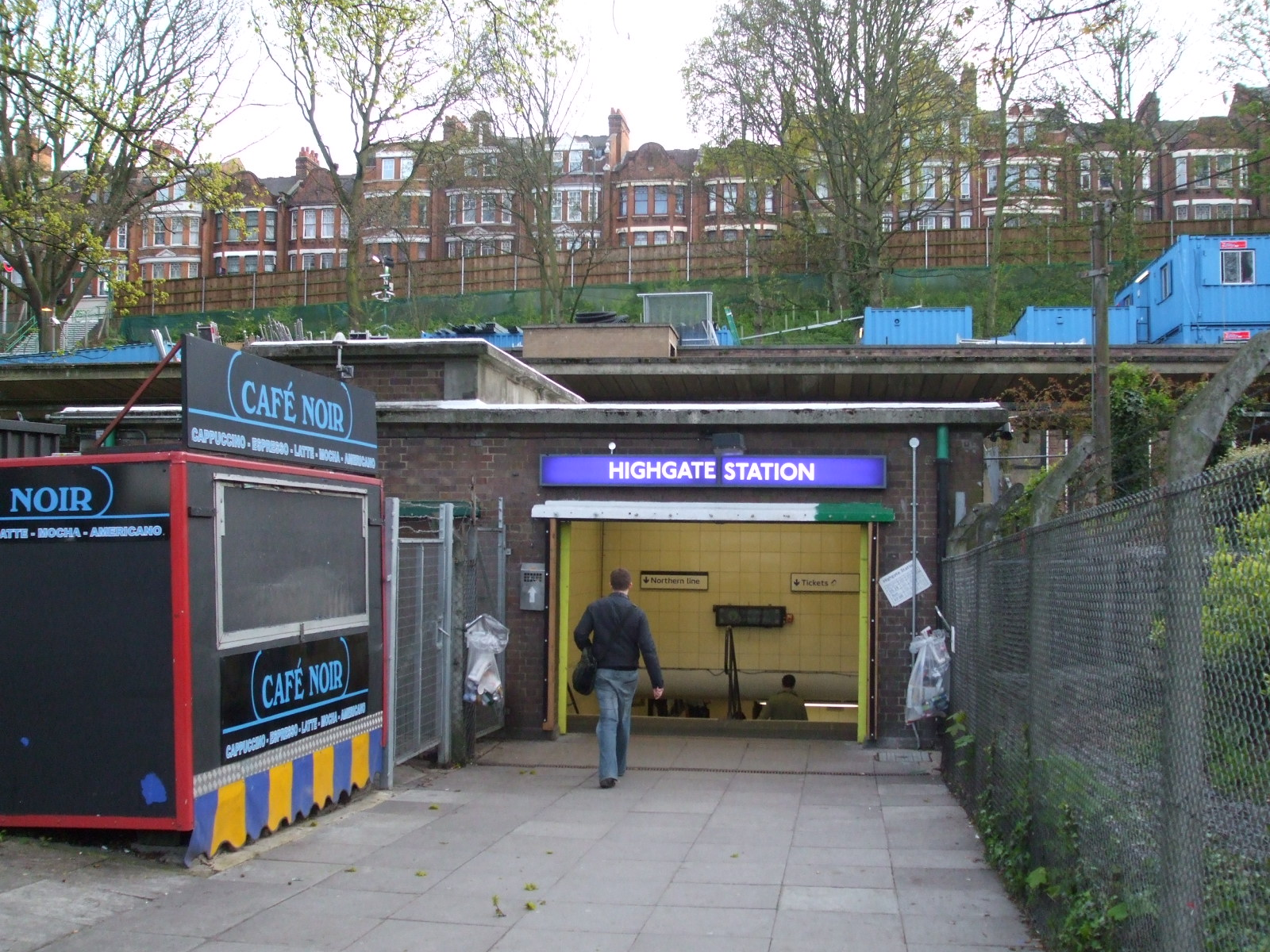
Östlicher Eingang zur Station

Highgate ist eine unterirdische Station der London Underground im Stadtbezirk London Borough of Haringey. Sie liegt in der Travelcard-Tarifzone 3 an der Archway Road. Im Jahr 2013 nutzten 4,64 Millionen Fahrgäste diese von der Northern Line bediente Station.

## Anlage
Etwa dreihundert Meter weiter westlich tritt die Strecke an die Oberfläche. Der Tunnel führt via Bank nach Morden und ist mit einer Länge von 27,8 Kilometern der längste der London Underground – einige Jahre war er sogar der längste der Welt. Auf halbem Weg zur Station East Finchley befindet sich die Betriebswerkstatt Highgate.
Die heute existierende Stationsanlage stammt aus den 1930er Jahren und entstand im Rahmen des Northern-Heigts-Projekts. Doch befand sich hier vorher bereits seit mehr als siebzig Jahren ein oberirdischer Bahnhof, der wenige Jahre nach der Eröffnung der U-Bahn stillgelegt wurde.

## Geschichte
Der Bahnhof Highgate wurde am 22. August 1867 durch die Edgware, Highgate and London Railway (EH&LR) zusammen mit der eingleisigen Strecke Finsbury Park – Edgware errichtet. Im Juli 1867, kurz vor der Eröffnung, übernahm die größere Great Northern Railway (GNR) die EH&LR. Aufgrund des hügeligen Terrains war der Bahnhof Highgate in einem tiefen Einschnitt errichtet worden. An beiden Enden des Bahnhofs lagen kurze Tunnel.
Die Muswell Hill Railway (MHR) baute von Highgate aus eine kurze Zweigstrecke über Muswell Hill zum Alexandra Palace und nahm diese am 22. Mai 1872 in Betrieb. Die Strecke zweigte nördlich des Bahnhofs von der bereits bestehenden GNR-Strecke ab und führte in einem großen Bogen um den Park Highgate Wood herum. 1911 übernahm die GNR die MHR. Mit dem Railways Act 1921 wurden sämtliche Bahngesellschaften des Landes zu vier großen Gesellschaften vereinigt, die GNR ging dabei 1923 in die London and North Eastern Railway (LNER) auf.

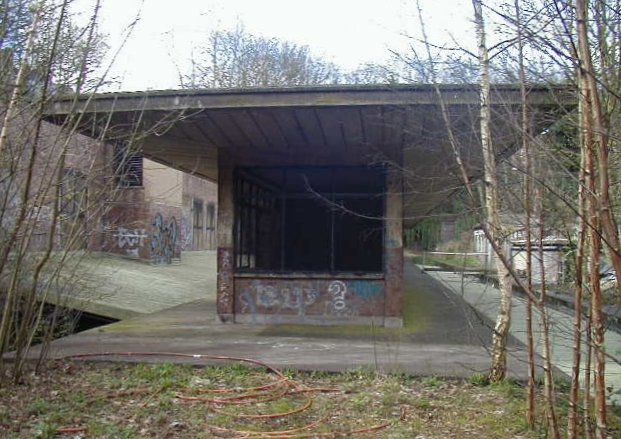
Aufgegebener Bahnsteig der Eisenbahn

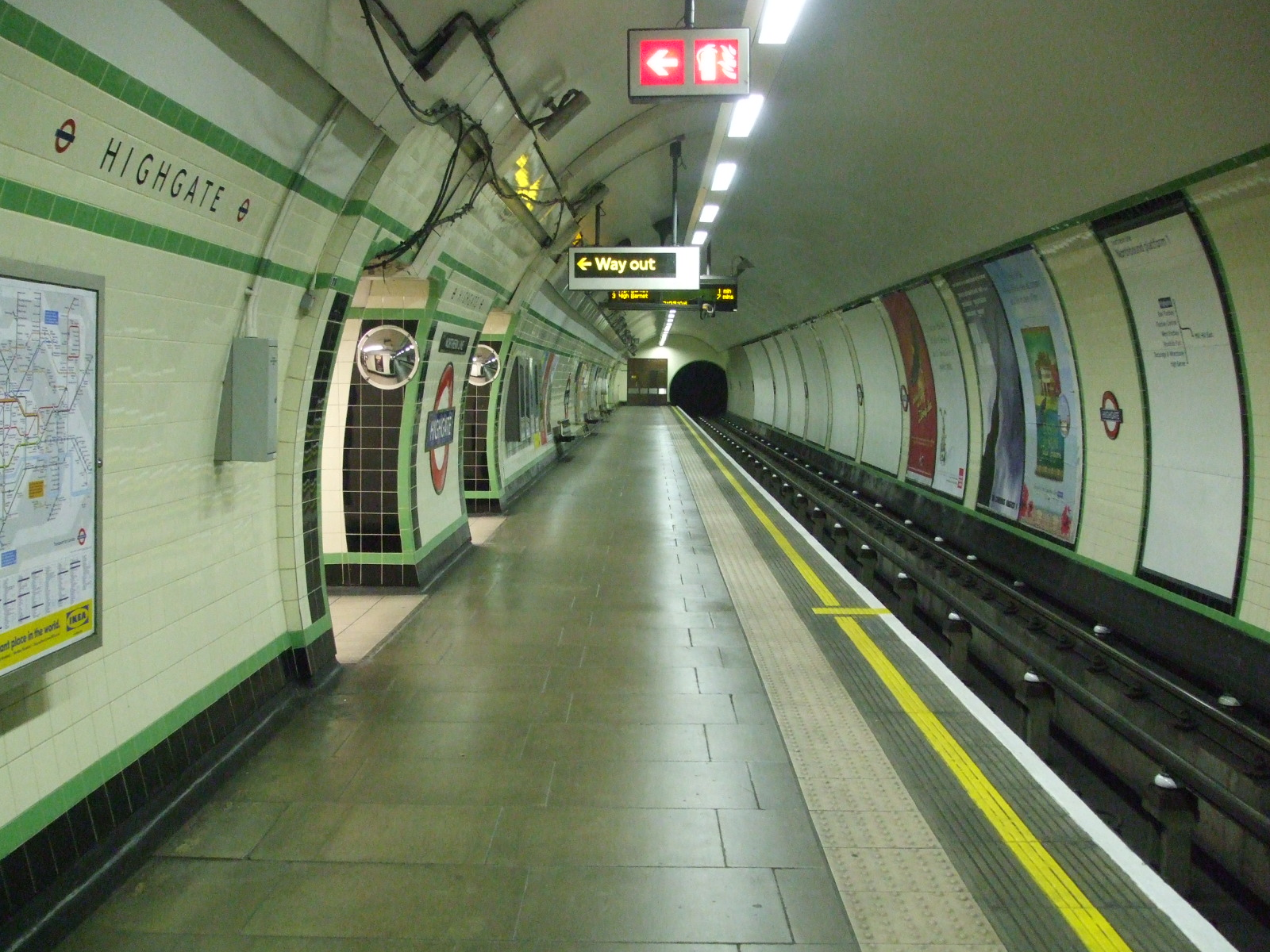
Bahnsteig der Northern Line in Richtung Norden

Im Rahmen des „Northern Heights“-Projekts verlängerte London Underground den Tunnel der Northern Line bis nach Highgate, die Bahnsteige kamen dabei 21 Meter unter dem LNER-Bahnhof zu liegen. Am Tunnelausgang verknüpfte man die U-Bahn-Strecke mit den LNER-Gleisen in Richtung East Finchley. Der Betrieb auf der neuen Strecke wurde am 3. Juli 1939 aufgenommen; die Eröffnung der U-Bahn-Station Highgate erfolgte jedoch erst eineinhalb Jahre später, am 19. Januar 1941.
Wegen des Zweiten Weltkriegs konnte Architekt Charles Holden das Bahnhofsgebäude nicht wie geplant vollenden. Die Elektrifizierungsarbeiten auf den LNER-Strecken Finsbury Park – East Finchley und Highgate – Alexandra Palace waren bis Kriegsbeginn weit fortgeschritten, mussten dann aber eingestellt werden. Die LNER-Züge fuhren bis zum 2. März 1941 nach East Finchley, danach nur zwischen Finsbury Park und Alexandra Palace.
Während des Kriegs wurde der Bahnhof als Luftschutzbunker bei Bombenangriffen genutzt. Der US-amerikanische Politiker und Moderator Jerry Springer wurde bei einem solchen Angriff im U-Bahnhof geboren.
Nach dem Krieg hatten der Unterhalt und die Beseitigung von Schäden höchste Priorität. Die spärlichen Geldmittel flossen in die als dringlicher eingestuften Verlängerungen der Central Line nach West Ruislip, Epping und Hainault. Die nicht vollendeten Elemente des „Northern Heights“-Projekts wurden 1950 endgültig fallen gelassen.
Nach einer temporären Stilllegung zwischen Oktober 1951 und Januar 1952 stellte British Rail, die Nachfolgerin der LNER, am 3. Juli 1954 den Personenverkehr zwischen Finsbury Park und Alexandra Palace endgültig ein. Bis 1970 nutzte London Underground die Strecke gelegentlich für Ein- und Ausrückfahrten zur Betriebswerkstatt Highgate. Die Gleise wurden 1971 entfernt. Die Bahnsteige des ehemaligen Bahnhofs sind erhalten geblieben, teilweise aber überwuchert. Ein Bahnhofsgebäude aus GNR-Zeiten dient als Wohnhaus.